# Ландштуль
Ландштуль (нім. Landstuhl) — місто в Німеччині, розташоване в землі Рейнланд-Пфальц. Входить до складу району Кайзерслаутерн. Центр об'єднання громад Ландштуль.
Площа — 15,34 км2. Населення становить 8350 ос. (станом на 31 грудня 2020).

## Галерея

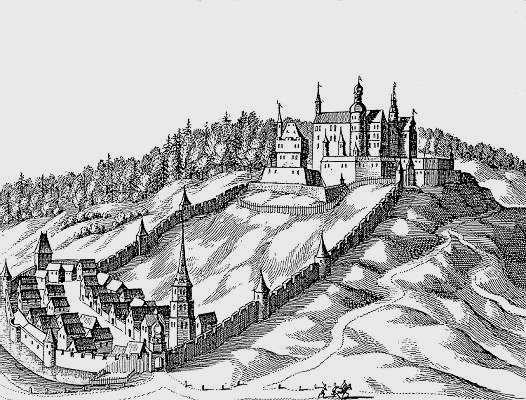
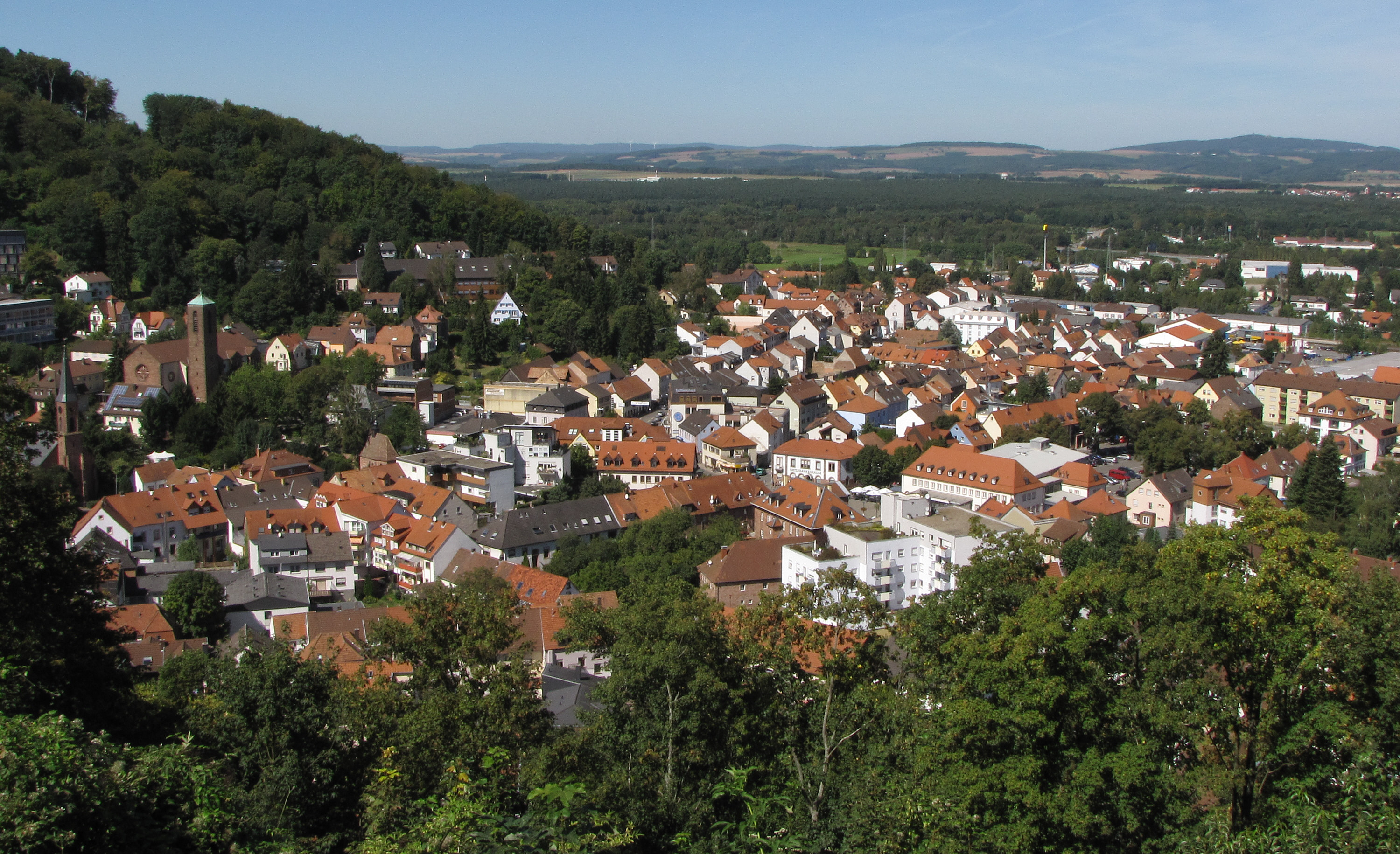
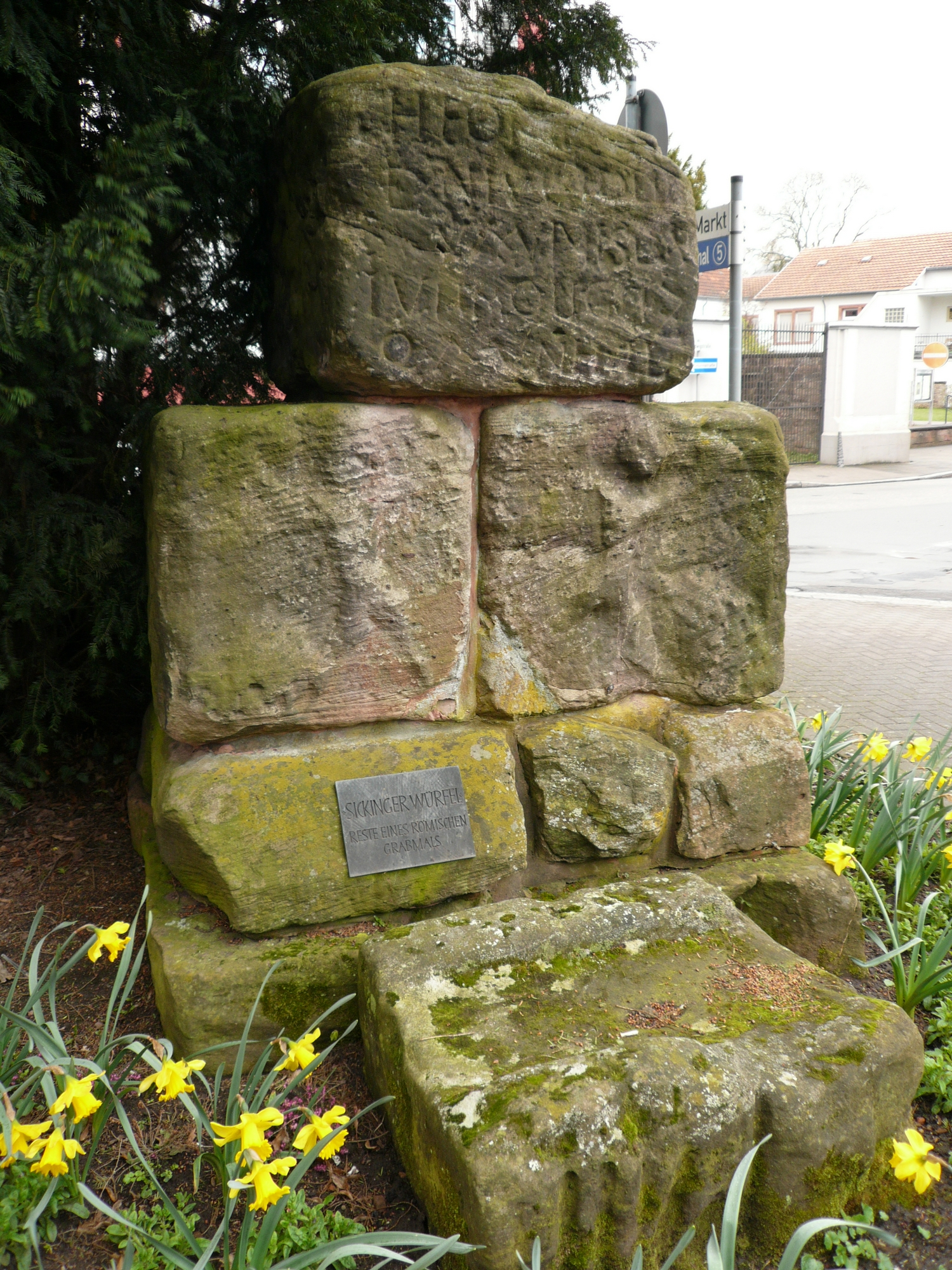
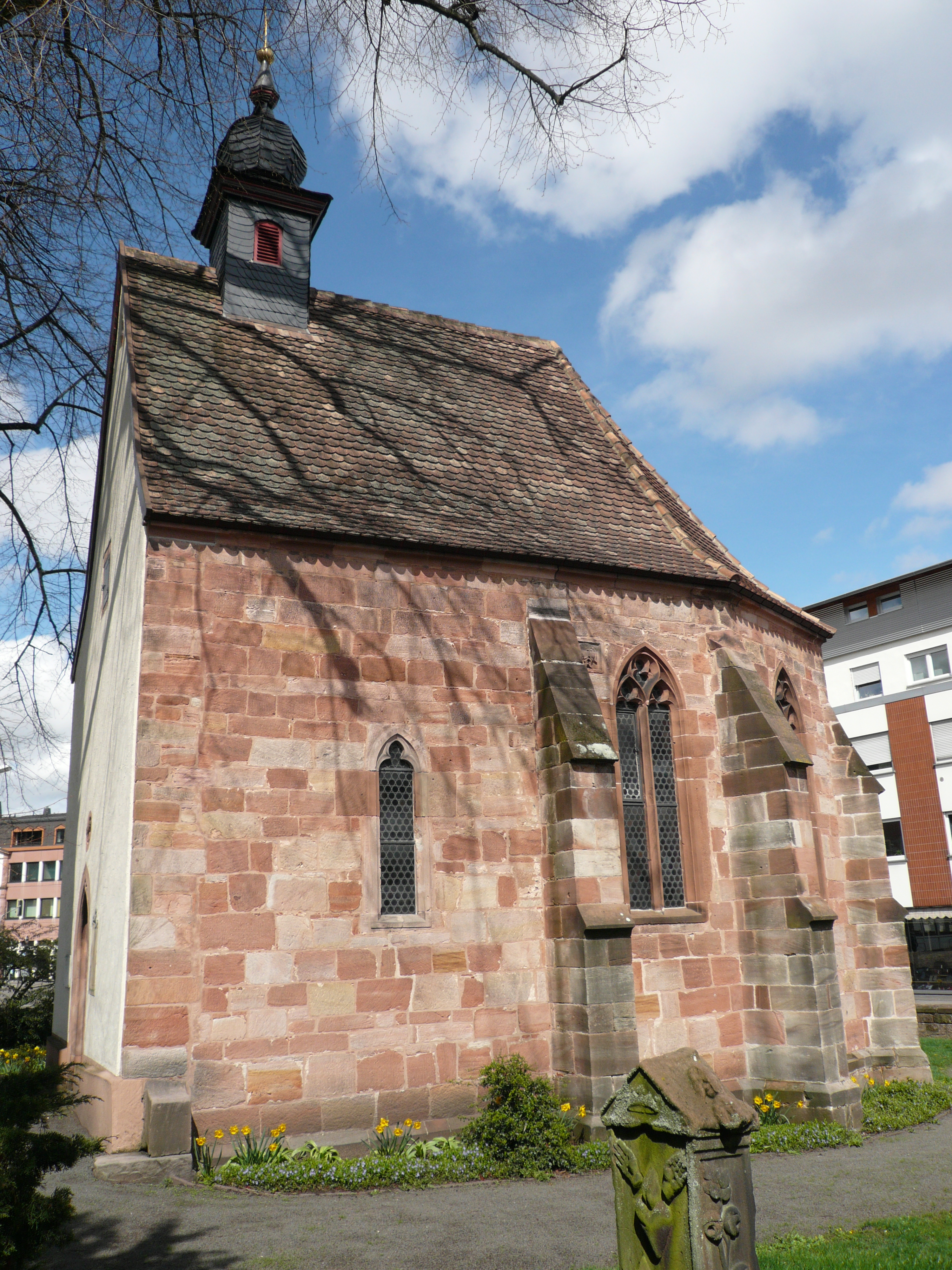
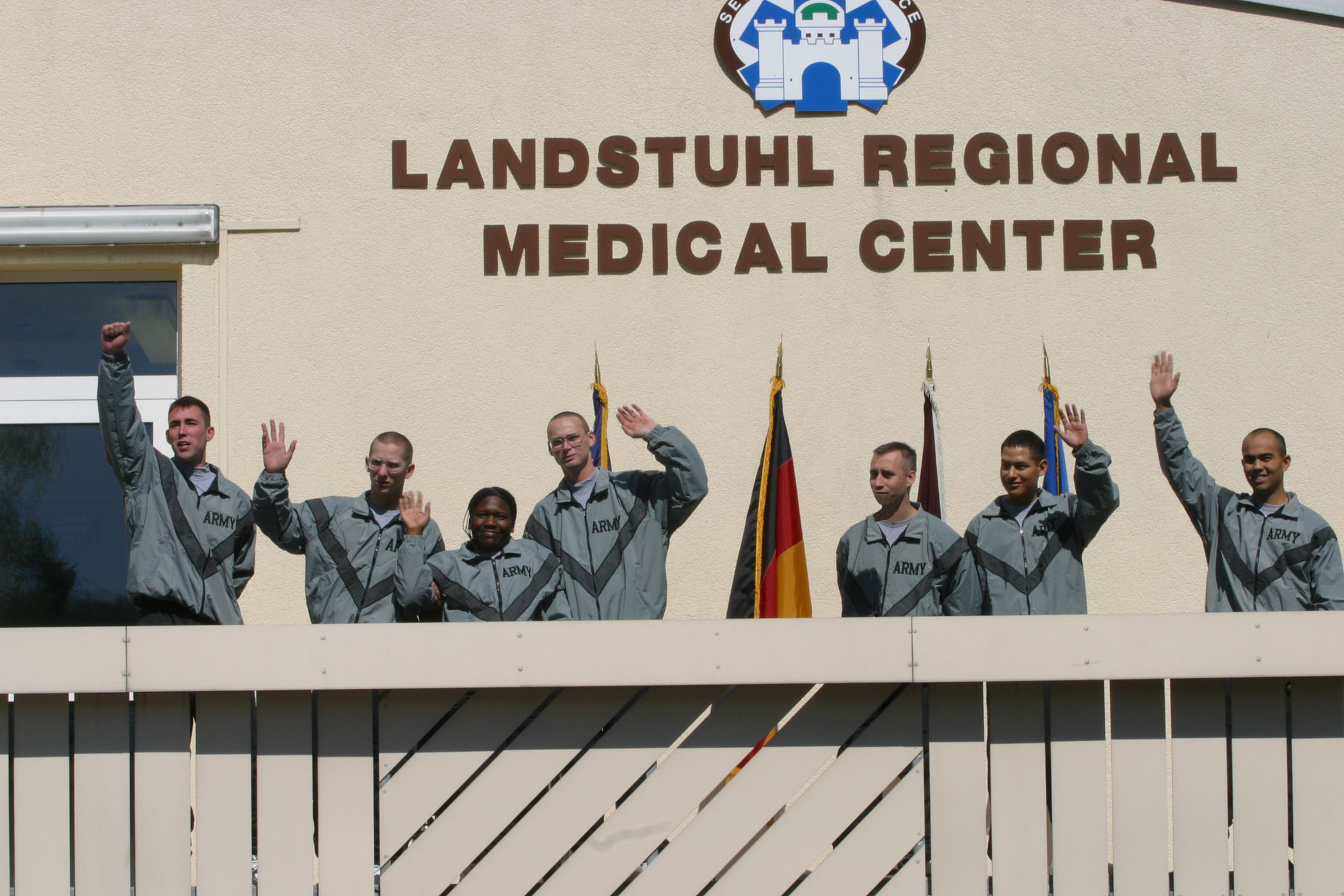

## Уродженці
- Джош Вікс (* 1983) — американський футболіст, воротар.